# Bicudo-da-soja
Bicudo-da-soja (Sternechus subsignatus) é um besouro, da família dos curculionídeos, de coloração geral negra com pronoto e élitros providos de faixas amarelas. Suas larvas atacam o caule e as raízes da soja. Também é conhecido pelos nomes de cascudo-da-soja, gorgulho-da-soja e raspador-da-soja.